# Jarní sen starého mládence
Jarní sen starého mládence (někdy uváděn také jako Sen starého mládence nebo Jarní sen starého pražského mládence; anglicky The Old Bachelor's Dream) byl český němý film z roku 1910.

## Synopse
Protože se nedochovala žádná kopie ani dokumentační materiál, přesný obsah filmu neznáme. Student Oskar (Seidl) a slečna Lilly (Friedrichová) se mají rádi. Ta se líbí i starému mládenci Tobiášovi (Křičenský), jemuž Lilly ochotně dohazuje jeho bytná. Zamilovaným mladým lidem však pomůže jejich strýc lesník. S jeho pomocí nastražili na Tobiáše celou řadu léček, a tak nakonec končí v náručí své bytné. Luboš Bartošek uvádí, že ústřední scénou filmu byl Tobiášův sen o tom, že je Lilly jeho ženou a matkou jeho dětí.

## Obsazení
| Josef Křičenský               | starý mládenec Tobiáš    |
| Ferry Seidl                   | zamilovaný student Oskar |
| Berta Friedrichová            | slečna Lilly             |
| Marie Demartiniová-Hradčanská | bytná starého mládence   |
| Otto Zahrádka                 | strýc lesník             |
| Bohumil Kovář                 | pan domácí               |

## Produkce
Krátkou filmovou komedii Jarní sen starého mládence, vyprávějící o bláznivě zamilovaném starém mládenci, natočil pravděpodobně v roce 1910 moravský fotograf a ochotník Josef Křičenský. Dlouhá léta byl za režiséra tohoto filmu pokládán zakladatel české kinematografie Jan Kříženecký. Omyl zjistil spisovatel Adolf Branald a na pravou míru to uvedl v publikaci My od filmu z roku 1988, kde za tvůrce označil právě moravského fotografa Křičenského. Dlouholetý omyl byl způsoben pravděpodobně podobností obou jmen a skutečností, že to bylo Křičenského jediné účinkování v dějinách českého filmu. Podle filmového historika Zdeňka Štábly není dokonce jisté, zda film Kříženecký natočil alespoň jako kameraman, ani rok jeho výroby (čemuž nasvědčuje i datum premiéry). Film byl natočen v kulisách na dvoře divadla Uranie, exteriéry v pražské Lobkovické zahradě pod Petřínem a u Kunratického mlýna. Natáčení zaštítil umělecký ředitel divadla Uranie Bohumil Kovář (1865 – 1931), za což byl odměněn malou rolí. Film, ani žádná z jeho částí, dokonce ani žádný dokumentační materiál, se do dnešních dnů nedochoval.